# Offene Gartenpforte

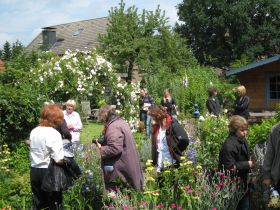
„Offene Gartenpforte“ 2008

Offene Gartenpforte nennt sich eine deutschlandweite Bewegung von Gartenbesitzern und Kleingärtnern, die in den Sommermonaten ihr Gartengelände zur Besichtigung und zum Austausch von Informationen der Öffentlichkeit meist kostenlos zur Verfügung stellen.

## Geschichte

### Vereinigtes Königreich
Die Geschichte der „Offenen Gärten“ geht ursprünglich auf eine Initiative in England zurück.
Im Jahr 1927 wurde zum Andenken an Königin Alexandra der National Gardens Scheme Charitable Trust gegründet.
Die 1925 verstorbene Königin hatte sich stets für Arme und Kranke engagiert. Anlässlich der Aktion „Offene Gärten“ öffneten Gartenbesitzer ihre attraktiven Privatgärten für Besucher an bestimmten Tagen mit dem Ziel, das Erlebnis mit dem Nützlichen zu verbinden und die Eintrittsgelder einem Hilfsfonds für die Krankenpflege zukommen zu lassen.
In England und Wales nehmen jährlich rund 4.000 Gärten am National Gardens Scheme NGS teil und werden von über zwei Millionen Gartenliebhabern besucht. Diese erfolgreiche Idee setzte sich in vielen Ländern der Welt durch und kam über Australien, den USA, den Niederlanden und Belgien auch nach Deutschland.

### Deutschsprachiger Raum
Zu Beginn der 1990er Jahre wurde die Aktion der Offenen Gärten zunächst in Norddeutschland aufgegriffen und verbreitete sich dann rasch in allen Teilen der Bundesrepublik. In Niedersachsen existieren nach 20 Jahren ca. 35 Garteninitiativen. In Deutschland bleibt der Eintritt in die Gärten zum Teil frei. Viele Gartenbesitzer jedoch spenden der ursprünglichen Idee zufolge die Eintrittsgelder karitativen oder sozialen Einrichtungen.

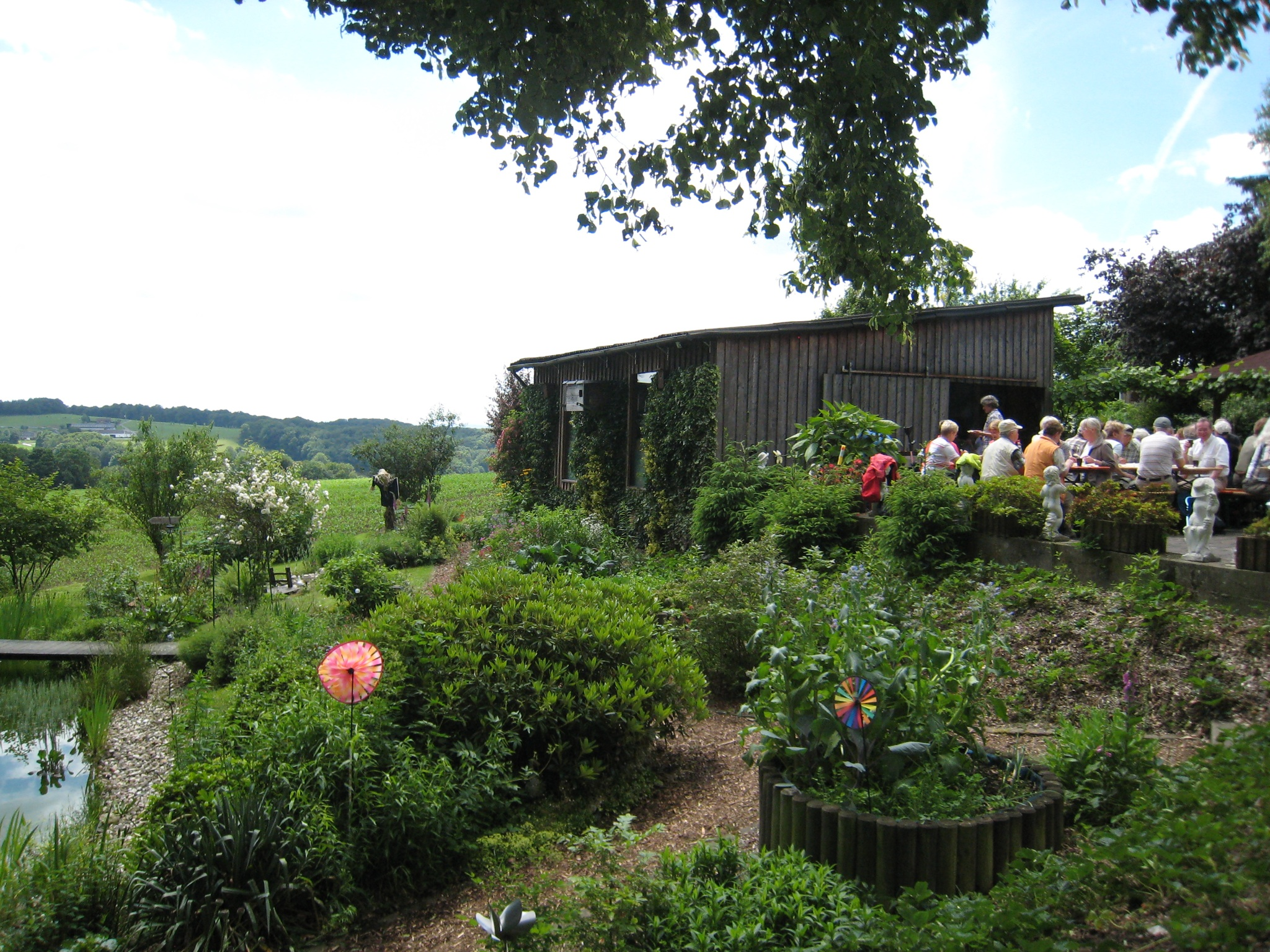
Treffen im Rheinisch-Bergischen Kreis 2012

- Nordrhein-Westfalen: Nachdem die Aktion der „Offenen Gärten“ im Münsterland und am Niederrhein seit Jahren große Besucherströme anlockt, öffnen nun immer mehr Gartenbesitzer in den Städten des Ruhrgebiets wie etwa im Kreis Recklinghausen ihre Pforten. Der Erfolg zeigt das Interesse und den Wunsch vieler Gartenliebhaber, auch weitere Gärten besuchen zu dürfen.[2] 2007 fand die Aktion schon in vielen Städten des Kreises statt. Inzwischen gibt es ähnliche Initiativen in Westfalen,[3] Bochum,[4] und Lippe,[5]
- Hessen,[6] u. a. seit 2007 im Landkreis Waldeck-Frankenberg,[7][8]
- Thüringen,[9]
- Berlin-Brandenburg (seit 2004)[10],
- Hamburg und Schleswig-Holstein[11]
- Mecklenburg-Vorpommern[12]

- in der Schweiz.[13]

Bei den unterschiedlichen Projekten kommt die Bezeichnung Offene Pforte, Offene Gartentür, Tag der offenen Gärten oder Über Zäune schauen zum Einsatz.